# Salvador Argain Domínguez
Salvador Argain Domínguez (San Juan del Río, Querétaro; 15 de febrero de 1873-Ciudad de México; 29 de julio de 1940) fue un político mexicano que fue gobernador de su estado natal. 

## Biografía

### Primeros años y familia
Nació el 15 de febrero de 1873 en San Juan del Río. Sus padres fueron Pedro Argain Iturralde, originario de la provincia de Navarra, España  y Refugio Domínguez Quintanar hermana del médico Manuel Domínguez e hija del general Juan Bernardo Domínguez y Gálvez.
Poco se sabe de su vida antes de llegar a siquiera ser gobernador.

### Carrera política
En 1914, era miembro del Partido Constitucionalista. En 1919, llegó a ser gobernador del Querétaro en un tiempo donde la lucha por el poder en el estado se encontraba entre los partidos Liberal Constitucionalista y el Gran Partido Liberal Queretano. El 15 de junio de 1919 se verificaron las elecciones en las que resultó triunfador el Partido Democrático “Francisco I. Madero”. Antes de la jornada electoral, Leopoldo Martínez Uribe retiró su candidatura, por lo que los contendientes eran José María Truchuelo y Argain. En su último informe de gobierno, Ernesto Perusquía señaló a Truchuelo como incapacitado legalmente para la contienda electoral y fue derrotado, ese último apoyado por todos los políticos de la entidad que integraban el Gran Partido Liberal Queretano, ganando los comicios, solo que por influencia de Perusquía con el presidente Venustiano Carranza y como su amistad era íntima, la Secretaría de Gobernación decidió reconocer el triunfo de Salvador Argain como Jefe del Ejecutivo.José María Truchuelo empero intentó el juicio de amparo para que se declararan nulos los comicios, pero no logró que se modificara el resultado y Argain quedó como vencedor. Finalmente se declaró gobernador del estado a Salvador Argain para el periodo del 1 de octubre de 1919 al 30 de septiembre de 1923. Por lo que asumió el poder el 1 de octubre de 1919. Gobernó la entidad hasta el 7 de mayo de 1920, durante los cuales conservó la línea política de su antecesor, para lo cual conservó su mismo equipo de trabajo. Dedicó su administración a apoyar al decayente gobierno de Carranza, cada vez que aumentaba el poder de Obregón; por lo que, durante su administración, no se registran hechos relevantes en ese estado. El 5 de mayo de 1920, promovió ante el Congreso del Estado una iniciativa para declarar a la villa de Tequisquiapan capital de la entidad y, por tanto, sede de la división de poderes, mencionando que en la ciudad de Querétaro no se contaba con la seguridad suficiente debido al levantamiento de Agua Prieta; y también que, de ser necesario, los poderes se trasladarían al lugar que designara el Gobernador. Al día siguiente, en compañía de un grupo de diputados, se trasladó a Tequisquiapan y el 7 de mayo, mientras el gobierno de Carranza evacuaba la capital, la ciudad de Querétaro fue ocupada por el general obregonista Fernando N. Villarreal, quien asumió el mando del estado como Comandante Militar; ordenando a su tropa continuar hacia San Juan del Río, Tequisquiapan y Cadereyta. Al conocer los hechos, Salvador Argain huyó rumbo a la Ciudad de México, mientras los diputados regresaban a Querétaro para ponerse a las órdenes del nuevo jefe militar.
Nunca volvió a Querétaro.Se dedicó al comercio y murió en la Ciudad de México el 29 de julio de 1940.